# Aunt Hetty's Goldfish
Aunt Hetty's Goldfish è un cortometraggio muto del 1912. Il nome del regista non viene riportato.

## Produzione
Il film fu prodotto dalla Eclair American.

## Distribuzione
Distribuito dalla Universal Film Manufacturing Company, il film uscì nelle sale cinematografiche USA il 15 agosto 1912.